# Ранчу
Ранчу (яп. 蘭鋳 рантю:, дословно «отлита в орхидее»), а также вариант (яп. 蘭虫 насекомое-орхидея) и тамаготю (яп. 卵虫 тамаготю:, насекомое-яйцо) — одна из искусственно культивированных декоративных пород аквариумной «золотой рыбки» (лат. Carassius gibelio forma auratus (Bloch, 1782)) выведенной в Японии и претендующей на королевский титул золотых рыбок. Благодаря этому виду было выведено много новых породных форм и вариаций золотой рыбки.
В России XIX века бытовало название «маруко».

## Описание

### Форма
Золотая рыбка ранчу имеет толстое яйцевидное тело. Грудные и брюшные плавники маленькие — вдвое меньше высоты тела. Хвост треугольный, образованный двумя сросшимися хвостовыми плавниками. Спинной плавник отсутствует. Ствол позвоночника в хвостовой части искривлён вниз — под углом 90 градусов. Лучший обзор при наблюдении — сверху вниз.

### Окрас
Цветовые вариации современных ранчу разнообразны, однако наибольшую ценность представляют виды у которых губы, носовая часть, окружность глаз, а также жаберные крышки и плавники цветные; остальное может быть монотонно-бесцветно, причем, ещё больше ценится ранчу при равномерном расположении по телу маленьких цветных пятнышек, или же — окрашена только одна задняя часть и/или голова.

### Вариации
Выведено несколько породных вариаций ранчу с незначительными изменениями форм и различной окраски:
- Апельсиновый ранчу
- Шоколадный ранчу
- Металлический ранчу[4]
- Ситцевый ранчу[5]
- Чёрный ранчу[6]
- При скрещивании ранчу с львиноголовкой была получена гибридная форма под названием «львиноголовая ранчу» — «шиши-гашира ранчу» или «ранчу с головой льва».

## В аквариумистике
Ввиду того что ранчу является выходцем тёплых стран Азии, они не очень подходят для прудово-декоративного хозяйства Европы и содержатся только в домашних аквариумах.

## Критика
По утверждению защитников природы и животных, эта порода рыб подверглась наиболее сильному насилию с целью получения новых «уродливых форм» и поведенческих характеристик, достигаемых при содержании и выращивании рыб в стеснённых условиях — без достаточного или избыточного количества воздуха (кислорода, растворённого в воде) и отсутствия света, перекармливания растительными и животными кормами с добавлением различных добавок для достижения видоизменений в формах тела и глаз, а также последующим закреплением полученных качеств в геноме будущих поколений.